# Coppa Italia 2016-2017 (pallanuoto maschile)
La Coppa Italia 2016-2017 di pallanuoto maschile è stata la 26ª edizione del trofeo assegnato annualmente dalla FIN. La competizione ha aperto la stagione italiana di club 2016-17 il 23 settembre, e si conclude il 10 e 11 marzo con la Final 4.
Prendono parte alla coppa solo le 14 squadre iscritte alla Serie A1. È prevista la disputa di due fasi a gironi, seguite dalla Final Four.

## Prima fase
La prima fase prevede due gironi da disputarsi in sede unica tra il 23 e il 25 settembre, a cui partecipano le squadre classificate dal 5º al 12º posto del campionato 2015-16 e le due neopromosse dalla Serie A2. Le prime due classificate di ogni girone si qualificano alla fase successiva.

### Gironi
| Gruppo A                           |
| sede: Savona Piscina Carlo Zanelli |
| Trieste                            |
| Bogliasco                          |
| Savona                             |
| Quinto                             |
| Torino '81                         |

| Gruppo B                        |
| sede: Ostia C.F. Polo Natatorio |
| Acquachiara                     |
| Ortigia                         |
| Posillipo                       |
| Roma Vis Nova                   |
| Lazio                           |

### Gruppo A
|    | Classifica | Pt | G | V | N | P | GF | GS | DR  |
| -- | ---------- | -- | - | - | - | - | -- | -- | --- |
| 1. | Savona     | 12 | 4 | 4 | 0 | 0 | 41 | 30 | +11 |
| 2. | Trieste    | 6  | 4 | 2 | 0 | 1 | 32 | 24 | +8  |
| 3. | Bogliasco  | 6  | 4 | 2 | 0 | 2 | 38 | 36 | +2  |
| 4. | Quinto     | 6  | 4 | 2 | 0 | 2 | 27 | 36 | -9  |
| 5. | Torino '81 | 0  | 4 | 0 | 0 | 4 | 35 | 47 | -12 |

| Calendario e risultati |         |                        |         |
|                        |         |                        |         |
| 23-09-16               | h 18:30 | Bogliasco - Trieste    | 4 - 7   |
| 23-09-16               | h 20:00 | Quinto - Savona        | 4 - 12  |
| 24-09-16               | h 10:30 | Trieste - Quinto       | 6 - 7   |
| 24-09-16               | h 12:00 | Savona - Torino '81    | 11 - 10 |
| 24-09-16               | h 17:30 | Quinto - Bogliasco     | 7 - 10  |
| 24-09-16               | h 19:00 | Torino '81 - Trieste   | 6 - 13  |
| 25-09-16               | h 09:30 | Bogliasco - Torino '81 | 14 - 11 |
| 25-09-16               | h 11:00 | Trieste - Savona       | 6 - 7   |
| 25-09-16               | h 15:30 | Torino '81 - Quinto    | 8 - 9   |
| 25-09-16               | h 17:00 | Savona - Bogliasco     | 11 - 10 |

### Gruppo B
|    | Classifica    | Pt | G | V | N | P | GF | GS | DR  |
| -- | ------------- | -- | - | - | - | - | -- | -- | --- |
| 1. | Posillipo     | 10 | 4 | 3 | 1 | 0 | 43 | 31 | +12 |
| 2. | Roma Vis Nova | 8  | 4 | 2 | 2 | 0 | 41 | 34 | +7  |
| 3. | Lazio         | 5  | 4 | 1 | 2 | 1 | 38 | 39 | -1  |
| 4. | Ortigia       | 4  | 4 | 1 | 1 | 2 | 42 | 44 | -2  |
| 5. | Acquachiara   | 0  | 4 | 0 | 0 | 4 | 42 | 58 | -16 |

| Calendario e risultati |         |                             |         |
|                        |         |                             |         |
| 23-09-16               | h 19:30 | Acquachiara - Lazio         | 10 - 14 |
| 23-09-16               | h 21:00 | Ortigia - Roma Vis Nova     | 9 - 11  |
| 24-09-16               | h 12:00 | Posillipo - Ortigia         | 9 - 8   |
| 24-09-16               | h 13:30 | Roma Vis Nova - Acquachiara | 15 - 10 |
| 24-09-16               | h 19:00 | Lazio - Posillipo           | 5 - 10  |
| 24-09-16               | h 20:30 | Ortigia - Acquachiara       | 13 - 12 |
| 25-09-16               | h 09:00 | Posillipo - Roma Vis Nova   | 8 - 8   |
| 25-09-16               | h 10:30 | Lazio - Ortigia             | 12 - 12 |
| 25-09-16               | h 16:00 | Acquachiara - Posillipo     | 10 - 16 |
| 25-09-16               | h 17:30 | Roma Vis Nova - Lazio       | 7 - 7   |

## Seconda fase
La seconda fase prevede due gironi da disputarsi in sede unica, a cui partecipano le quattro squadre qualificate dalla prima fase, a cui si aggiungono le prime quattro del campionato di serie A1 della stagione precedente. Le prime due classificate di ogni girone si qualificano alla Final 4.

### Gironi
| Gruppo C                                |
| sede: Brescia Centro Natatorio Mompiano |
| AN Brescia                              |
| Sport Management                        |
| Savona                                  |
| Roma Vis Nova                           |

| Gruppo D                            |
| sede: Chiavari Piscina Mario Ravera |
| Pro Recco                           |
| Canottieri Napoli                   |
| Posillipo                           |
| Trieste                             |

### Gruppo C
|    | Classifica       | Pt | G | V | N | P | GF | GS | DR  |
| -- | ---------------- | -- | - | - | - | - | -- | -- | --- |
| 1. | AN Brescia       | 9  | 3 | 3 | 0 | 0 | 34 | 17 | +17 |
| 2. | Savona           | 6  | 3 | 2 | 0 | 1 | 20 | 22 | -2  |
| 3. | Sport Management | 3  | 3 | 1 | 0 | 2 | 16 | 19 | -3  |
| 4. | Roma Vis Nova    | 0  | 3 | 0 | 0 | 3 | 19 | 31 | -12 |

| Calendario e risultati |         |                                  |        |
|                        |         |                                  |        |
| 07-10-16               | h 18:00 | Sport Management - Roma Vis Nova | 11 - 8 |
| 07-10-16               | h 19:30 | AN Brescia - Savona              | 16 - 7 |
| 08-10-16               | h 09:30 | Savona - Sport Management        | 5 - 0  |
| 08-10-16               | h 11:00 | AN Brescia - Roma Vis Nova       | 12 - 5 |
| 08-10-16               | h 16:30 | Savona - Roma Vis Nova           | 8 - 6  |
| 08-10-16               | h 19:00 | AN Brescia - Sport Management    | 6 - 5  |

### Gruppo D
|    | Classifica        | Pt | G | V | N | P | GF | GS | DR |
| -- | ----------------- | -- | - | - | - | - | -- | -- | -- |
| 1. | Pro Recco         | 0  | 0 | 0 | 0 | 0 | 0  | 0  | 0  |
| 2. | Canottieri Napoli | 0  | 0 | 0 | 0 | 0 | 0  | 0  | 0  |
| 3. | Posillipo         | 0  | 0 | 0 | 0 | 0 | 0  | 0  | 0  |
| 4. | Trieste           | 0  | 0 | 0 | 0 | 0 | 0  | 0  | 0  |

| Calendario e risultati |         |                       |  |
|                        |         |                       |  |
| 31-01-17               | h 19:30 | Posillipo - Trieste   |  |
| 31-01-17               | h 21:00 | Pro Recco - CC Napoli |  |
| 01-02-17               | h 09:00 | CC Napoli - Posillipo |  |
| 01-02-17               | h 10:30 | Pro Recco - Trieste   |  |
| 01-02-17               | h 16:00 | Trieste - CC Napoli   |  |
| 01-02-17               | h 20:00 | Pro Recco - Posillipo |  |